# 尼康D800
尼康D800（Nikon D800）是日本相機製造廠尼康於2012年4月19日发布的数码单反相机，是取代D700的后续机型。同時推出的D800E是去除低通濾波器的版本。

## 規格
- 感光元件使用35.9×24.0公釐尺寸的 CMOS，有效像素為3630萬像素，最大的解像度是7360 x 4912。

## 外部連結
- 尼康全球官方网站－尼康D800[]（英文）
- 尼康中国网站－尼康D800 （页面存档备份，存于）（中文）